# Cyrtognatha insolita
Cyrtognatha insolita is een spinnensoort in de taxonomische indeling van de strekspinnen.
Het dier behoort tot het geslacht Cyrtognatha. De wetenschappelijke naam van de soort werd voor het eerst geldig gepubliceerd in 1956 door Chickering.